# Zielona Wieś (województwo pomorskie)
Zielona Wieś (kaszb. Zelonô Wés) – osada kaszubska w Polsce, położona w województwie pomorskim, w powiecie kościerskim, w gminie Nowa Karczma
Osada o luźno rozrzuconej zabudowie położona przy drodze wojewódzkiej nr , jest częścią składową sołectwa Nowa Karczma.
W latach 1975–1998 miejscowość należała administracyjnie do województwa gdańskiego.